# Juan del Arco
Juan del Arco Pérez (ur. 29 listopada 1991 w Leganés) – hiszpański piłkarz ręczny, reprezentant kraju grający na pozycji rozgrywającego.
W 2016 r. zdobył srebrny medal Mistrzostw Świata.

## Sukcesy

### reprezentacyjne
- srebrny medal Mistrzostw Świata  2016